# Jinbeisaurus wangi
Jinbeisaurus wangi es la única especie conocida del género extinto Jinbeisaurus ("lagarto de la provincia norteña de Shanxi ") de dinosaurio terópodo tiranosauroideo que vivió a finales del período Jurásico, hace aproximadamente 80 millones de años, en el Campaniense, en lo que es hoy Asia. Jinbeisaurus wangi  además de representar el primer dinosaurio terópodo encontrado hasta ahora en la provincia de Shanxi, China, también se suma a la diversidad conocida de los tiranosáuridos en Asia.
Se conoce a partir del espécimen holotipo SMG V0003, que incluye un el de maxilares, hueso derecho casi completo y hueso izquierdo incompleto y un dentario derecho incompleto, asociado con dos centros vertebrales cervicales, cinco dorsales y un pubis derecho incompleto. Se puede distinguir de otros tiranosauroideos por un amplio puntal interfenestral, una fosa profunda en la amplia base del tabique entre el receso promaxilar y el antro maxilar, una posición baja de la fila dorsal de agujeros dentarios, una cantidad similar de dentículos por unidad longitud en las carinas mesial y distal de los dientes superiores e inferiores, y un ángulo agudo de aproximadamente 70 grados entre el proceso posterior del pie y el eje del pubis. Es un terópodo de tamaño pequeño a mediano y filogenéticamente más avanzado que Suskityrannus de América del Norte dentro de Tyrannosauroidea, probablemente incluso más derivado que Xiongguanlong baimoensis de la provincia de Gansu, China.